# Choerades antipai
Choerades antipai là một loài ruồi trong họ Asilidae. Choerades antipai được Weinberg & Pârvu miêu tả năm 1999. Loài này phân bố ở miền Ấn Độ - Mã Lai.